# Union (Missisipi)
Union – miasto w Stanach Zjednoczonych, w stanie Missisipi, w hrabstwie Neshoba.